# İhlas Holding
İhlas Holding A.Ş. é um conglomerado turco. Além dos ativos de mídia, que incluem o jornal Türkiye e a TGRT News TV, ele tem interesses principais em construção (İhlas Construction Group), elétrica e eletrônica (İhlas Home Appliance inc.) E comércio (İhlas Marketing), energia e mineração (Ihlas Mining), saúde e educação (Hospital Türkiye e İhlas College. A empresa negocia na Bolsa de Valores de Istambul desde 1994.
A história da empresa começou com a fundação do jornal Türkiye em 1970, mas a própria Holding não foi criada até 1993.

## Mercado de ações
İhlas tem cinco listagens na bolsa de valores de Istambul:
- İhlas Holding (IHLAS) - exploração principal, lançada em 1994
- İhlas Ev Aletleri İmalat Sanyi e Ticaret (IHEVA) - Fabricação
- İhlas Gazetecilik (IHZGT) - Jornal Türkiye, lançado em 2010 (33% das ações)[3]
- İhlas Madencilik (IHMAD) - Mineração
- İhlas Yayin Holding (IHYAY) - Mídia

## Mídia
- TGRT News TV
- TGRT FM Radio
- TGRT Documentary TV
- TGRT EU
- İhlas Journalism Co.
- İhlas News Agency Co. (IHA)
- İhlas Magazine Group
- İhlas Media Planning and Purchasing Services Inc.
- Digital Assets Visual Media and Internetual e Internet
- Ihlasnet Co.